# Cherie Priest
Pour les articles homonymes, voir Priest.
Œuvres principales
- Boneshaker

Cherie Priest, née le 30 juillet 1975 à Tampa en Floride, est une romancière américaine de science-fiction et d'horreur. Elle a obtenu le prix Locus du meilleur roman de science-fiction en 2010 pour Boneshaker ainsi que le prix Endeavour en 2011 pour Dreadnought.

## Biographie
Cherie Priest est née d’un père militaire, ce qui l'a amenée à beaucoup voyager et lui a permis de découvrir de nombreux États américains (Floride, Texas, Kentucky et Tennessee). C’est d’ailleurs lorsqu’elle vivait à Chattanooga dans le Tennessee qu’elle s’est fait connaître grâce à sa série Eden Moore, mettant en scène des histoires de fantômes dans le sud des États-Unis. Son premier livre, Four and Twenty Blackbirds, est sorti en 2003. Depuis, elle a publié de nombreux romans et nouvelles.
Son roman Boneshaker a été nommé pour les prix Hugo du meilleur roman et prix Nebula du meilleur roman et a gagné le prix Locus du meilleur roman de science-fiction et le prix de la Pacific Northwest Booksellers Association.
Cherie Priest a contribué à des fictions et à des anthologies des éditeurs Tachyon Publications, Subterranean Press ainsi qu'à la série Wild Cards de George R. R. Martin. Sa plume est aussi apparue dans des magazines comme Subterranean Magazine, Chiaroscuro et Apex Digest. Quand elle n’écrit pas de la fiction ou ne travaille pas en indépendant pour des magazines, Cherie Priest est rédactrice en chef associée à Subterranean Press.
Elle vit à Seattle dans l’État de Washington.

## Œuvres

### SérieLe Siècle mécanique
1. Boneshaker, Eclipse, 2010 ((en) Boneshaker, 2009)Réédite en 2013 aux éditions Panini dans la collection Éclipse puis en 2016 aux éditions Le Livre de poche
2. Clementine, Eclipse, 2011 ((en) Clementine, 2010)Réédite en 2013 aux éditions Panini dans la collection Éclipse puis en 2016 aux éditions Le Livre de poche
3. Dreadnought, Panini, coll. Éclipse ((en) Dreadnought, 2010)Réédite en 2016 aux éditions Le Livre de poche
4. (en) Ganymede, 2011
5. (en) The Inexplicables, 2012
6. (en) Fiddlehead, 2013

### SérieLes Dossiers Cheshire Red
1. Bloodshot, Panini, coll. Crimson, 2013 ((en) Bloodshot, 2011)
2. Hellbent, Panini, coll. Crimson, 2014 ((en) Hellbent, 2011)

### SérieEden Moore
1. (en) Four and Twenty Blackbirds, 2003Réédité en 2005 dans une version révisée
2. (en) Wings to the Kingdom, 2006
3. (en) Not Flesh Nor Feathers, 2007

### SérieThe Borden Dispatches
1. (en) Maplecroft, 2014
2. (en) Chapelwood, 2015

### SérieWild Cards
1. (en) Fort Freak, 2011Anthologie de nouvelles écrites avec Paul Cornell, David Anthony Durham, Ty Franck, Stephen Leigh, Victor Milán, John J. Miller, Mary Anne Mohanraj, Kevin Andrew Murphy (en) et Melinda Snodgrass
2. (en) Mississippi Roll, 2017Anthologie de nouvelles écrites avec Stephen Leigh, David D. Levine, John J. Miller, Kevin Andrew Murphy (en) et Carrie Vaughn
3. (en) Sleeper Straddle, 2024Roman coécrit avec Max Gladstone, Stephen Leigh, Mary Anne Mohanraj, Christopher Rowe, Carrie Vaughn, Walter Jon Williams et William F. Wu

### SérieBooking Agents
1. (en) Grave Reservations, 2021
2. (en) Flight Risk, 2022

### Romans indépendants
- (en) Dreadful Skin, 2007
- (en) Fathom, 2008
- (en) Those Who Went Remain There Still, 2008
- (en) I Am Princess X, 2015
- (en) The Family Plot, 2016
- (en) Brimstone, 2017
- (en) Indigo, 2017Écrit avec Kelley Armstrong, Christopher Golden, Charlaine Harris, Tim Lebbon, Jonathan Maberry, Seanan McGuire, James A. Moore (en), Mark Morris et Kat Richardson (en).
- (en) The Agony House, 2018
- (en) The Toll, 2019
- (en) Cinderwich, 2024
- (en) The Drowning House, 2024

### Recueils de nouvelles
- (en) Holy Terror, 2022

### Nouvelles traduites en français
- Métaux lourds, 2018 ((en) Heavy Metal, 2014)Publiée dans l'anthologie Vauriens, Pygmalion